# Dieter Heller
Dieter Heller (* 19. Februar 1945 in Markgröningen; † 22. November 2003 in Aachen) war ein deutscher Psychologe und Professor an der RWTH Aachen.

## Leben
Sein Studium der Psychologie begann er an der Universität Tübingen und setzte es an der Universität Kiel fort. Nach seinem Diplom wechselte er, um zu promovieren, als wissenschaftlicher Mitarbeiter zu Werner Traxel an der Universität Bayreuth an einen Lehrstuhl für Erziehungswissenschaft. Seine Habilitation erfolgte 1983 noch in Bayreuth, dann erfolgte die erste Berufung auf eine Professur an die Universität Basel, dann nach Bern und an die Universität Fribourg. 1990 wurde er in der Nachfolge von Andries Sanders an die RWTH Aachen berufen. Hier wirkte er trotz längerer Krankheit bis zu seinem Tod.

## Werk
In Bayreuth legte er den Grundstein für sein Forschungsthema Lesen. Ausgangspunkt waren Leseschwächen bei Kindern, die experimentell diagnostiziert und behandelt werden sollten. Seine Studien zu Blickbewegungen ermöglichten ihm einen messbaren externen Zugang zum Leseprozess. Dafür entwickelte er eine zum Standard gewordene Untersuchungsanordnung zur Registrierung des Elektrookulogramm (EOG) bei Kindern. Mit seiner Dissertation zum Thema „Über das Elektrookulogramm beim Lesen“ (1976) wurde er zum Mitbegründer und Mitgestalter der „European Conference on Eye Movement“. Darüber hinaus wurde die Tagung experimentell arbeitender Psychologen (TeaP) für ihn und seine methodischen Vorschläge und Beiträge zur wissenschaftlichen Heimstatt.
Durch die Möglichkeiten der vielfältigen Kooperation an der Technischen Hochschule Aachen konnte Heller Forschungskooperationen mit Natur- und Ingenieurwissenschaften sowie der Medizin initiieren. Heller konnte dabei Grundlagen- und Anwendungsforschung im Bereich der Informationsverarbeitung miteinander verbinden. In der Grundlagenforschung beschäftigte er sich mit Themen der visuellen Wahrnehmung und Aufmerksamkeit sowie zur Sprachkompetenz. Neben basalen visuomotorischen Prozessen thematisierte er auch Top-down-Prozesse wie Leseintention und Lesestrategien. In späteren Jahren folgte die Beschäftigung mit den Themen Fremdsprachenerwerb und Zweisprachigkeit. In der Wahrnehmungsforschung hat er sich mit dem Bewegungsnacheffekt auseinandergesetzt und diesen zu einem Diagnoseinstrument für visuelle Beeinträchtigungen weiterentwickelt. Bei seinen Studien zur visuellen Aufmerksamkeit ging es um dimensionsbasierte Verarbeitungslimitationen für die Steuerung fokaler Aufmerksamkeit. Im Bereich der angewandten Forschung führte er Studien zur Verbesserung der Bildschirmproduktion durch; durch die Analyse des Verhaltens bei der Fehlersuche konnte er ergonomische Maßnahmen entwickeln, die sich in Unternehmen durchsetzten. Weiterhin war er beteiligt an Forschungsprojekten für die Bundesanstalt für Straßenwesen, etwa über Ursachen von Massenunfällen oder die Entwicklung von perzeptiven Maßnahmen zur Beschleunigung des Verkehrsflusses im Hamburger Elbtunnel. Daneben beschäftigte er sich mit wissenschaftshistorischen Studien über die Determination wahrnehmungspsychologischer Fragestellungen durch die jeweils verfügbare Darbietungsapparatur.

## Publikationen (Auswahl)
- gem. m. Ralph Radach und Heiner  Deubel: Attention, saccade programming, and the timing of eye-movement control.  Behavioral and Brain Sciences , 2003, 26 (04), S. 497–498 [DOI: 10.1017/S0140525X03430100].
- gem. m. Anke Huckauf und Euphrosyne Gouzoulis-Mayfrank: Ein Instrument zur Messung der Wirkung emotionaler Valenzen auf die Wortverarbeitung.   Zeitschrift für Psychologie , 2003, 211 (3), S. 129–137 [DOI: 10.1026//0044-3409.211.3.129].
- gem. m. Joseph Krummenacher und Hermann J. Müller: Dimensionsbasierte Aufmerksamkeit bei visueller Suche.  Psychologische Rundschau , 2003, 54 (1), S. 24–34 [DOI: 10.1026//0033-3042.54.1.24].
- gem. m. Joseph Krummenacher und Hermann J. Müller: Visual search for dimensionally redundant pop-out targets: evidence for parallel-coactive processing of dimensions. Attention Perception & Psychophysics, 2001, 3, S.  901–917 [DOI:10.3758/BF03194446].
- gem. m. Anke Huckauf: Buchstaben- und Worterkennung bei Gehörlosen und Hörenden. Sprache & Kognition, 1999, 18(1/2), S. 53–66 [DOI: 10.1024//0253-4533.18.12.53].
- gem. m. Ralph Radach, P. Wiebories und Wolfgang Jaschinski; Binocular Coordination, Fixation Disparity, and Ocular Dominance. Perception, 1996, 25 (1 suppl.), S. 128–128 [DOI: 10.1068/v96p0208].